# Jafar ibne Dinar Alfaiate
Jafar ibne Dinar ibne Abedalá Alfaiate[a] (em árabe: جعفر بن دينار بن عبد الله الخياط; romaniz.: Ja'far ibn Dinar ibn 'Abdallah al-Khayyat) foi um comandante militar e governador do Iêmem do século IX para o Califado Abássida.

## Vida
Jafar foi provavelmente filho de Dinar ibne Abedalá, um comandante do exército e governador provincial que esteve ativo no reinado do califa Almamune (r. 813–833). Jafar aparece pela primeira vez nos últimos anos do reinado de Almamune, quando participou na invasão califal de 830 à Anatólia bizantina e foi enviado com Ujaife ibne Ambaçá para receber a submissão do comandante da fortaleza de Sinã.
Sua proeminência aumentou durante o reinado de Almotácime (r. 813–833), sucessor de Almamune, que colocou-o no comando de várias campanhas. Em 837, ele e Itaque foram enviados pelo califa para reforçar Alafexim contra o rebelde Pabeco no Azerbaijão e desempenhou um papel relevante no esforço para tomar a fortaleza de Pabeco em Albadede.[b] No ano seguinte, foi colocado no comando da ala esquerda do califa durante a campanha de Amório contra o Império Bizantino, e durante o assalto a Amório foi lhe foi designado um setor da cidade para atacar. Em 839, recebeu o governo do Iêmem e nomeou governadores representantes para fazer cumprir seu governo na província, porém causou a ira do califa em 840 e foi demitido de sua posição e brevemente preso sob custódia de Axinas.
Jafar foi nomeado governador do Iêmem uma segunda vez em 846, desta vez pelo califa Aluatique (r. 842–847), e recebeu a missão de lidar com a insurgência de longa data dos iufíridas. Após dar uma pausa para a realização duma peregrinação à Meca (haje), Jafar entrou no Iêmem com vários milhares de cavaleiros e infantes e avançou contra os rebeldes. Embora seu avançou inicial contra os iufíridas terminou sem sucesso, ele partiu numa segunda expedição logo depois e colocou a fortaleza deles sob cerco. Após saber da morte de Aluatique em 847, concluiu uma trégua com os iufíridas e retirou-se para Saná. Logo depois disso, decidiu retirar-se da província e retornou ao Iraque, deixando seu filho Maomé como representante até a chegada do novo governador, Himiar ibne Alharite.[c]
Durante o reinado de Mutavaquil (r. 847–861), Jafar supervisionou os eventos da estação do festival (mausim) durante as peregrinações anuais de 854 à 858, e foi novamente designado o supervisor da Estrada de Meca. Sob Almostaim (r. 862–866), recebeu o comando da expedição de verão (saifá) de 863 e realizou um raide bem-sucedido contra os bizantinos, mas quando deu permissão para o governador de Melitene Omar Alacta (Ambros em grego) dar continuidade na invasão por conta própria, os bizantinos revidaram e mataram Omar na desastrosa Batalha de Lalacão. Após a fuga de Almostaim para Bagdá em 865, Jafar foi um dos poucos oficiais que ficaram em Samarra, onde apoiou o califa rival Almutaz (r. 866–869). Ele é mencionado pela última vez em 866, quando Almutaz colocou-o no comando de sua guara (haras).
O filho de Jafar, Almançor ibne Jafar Alfaiate, mais tarde ascendeu a certa proeminência, igualmente servindo como um comandante militar e governador até ser morto em batalha durante a Rebelião Zanje em 872.